# Щитник остистий
Щитник остистий або щитник шартрський (Dryopteris carthusiana) — вид трав'янистих рослин родини щитникові (Dryopteridaceae), поширений у помірних областях Євразії й Північної Америки.

## Опис
Багаторічна рослина 60–90 см заввишки. Плівки на черешках світло-бурі, одноколірні, яйцеподібні. Листки двічі перисті, а біля основи тричі перисті, без залозистого опушення, прямостоячі. Черешок тонкий (≈1 мм в діаметрі), дорівнює пластинці або трохи коротший, зеленуватий. Сегменти 2-го і 3-го порядків плоскі, з незагорненими краями. Соруси розвиваються зазвичай лише у верхній частині пластинки листка. Листки мономорфні, вмирають взимку; пластини світло-зелені. 2n = 164.

## Поширення
Європа: Данія, Фінляндія, Ірландія, Норвегія, Швеція, Велика Британія, Австрія, Бельгія, Чехія, Німеччина, Угорщина, Нідерланди, Польща, Словаччина, Білорусь, Естонія, Латвія, Литва, Молдова, Росія, Україна (у т.ч. Крим), Албанія, Боснія і Герцеговина, Болгарія, Хорватія, Греція, Італія, Чорногорія, Румунія, Сербія, Словенія, Франція, Іспанія; Північна Америка: Канада, США; Азія: Ліван, Туреччина, Вірменія, Азербайджан, Грузія, Сіньцзян — Китай; також культивується. Населяє відкриті ліси, гірські ліси, болотисті ліси, вологі лісисті схили, береги річок і хвойні плантації.
В Україні зростає в лісах серед чагарників, на вирубках — на більшій частині України звичайний; у Степу і Криму рідкісний. Отруйна, лікарська, декоративна рослина. Входить у переліки видів, які перебувають під загрозою зникнення на територіях Дніпропетровської, Донецької, Луганської, Харківської областей.

## Галерея

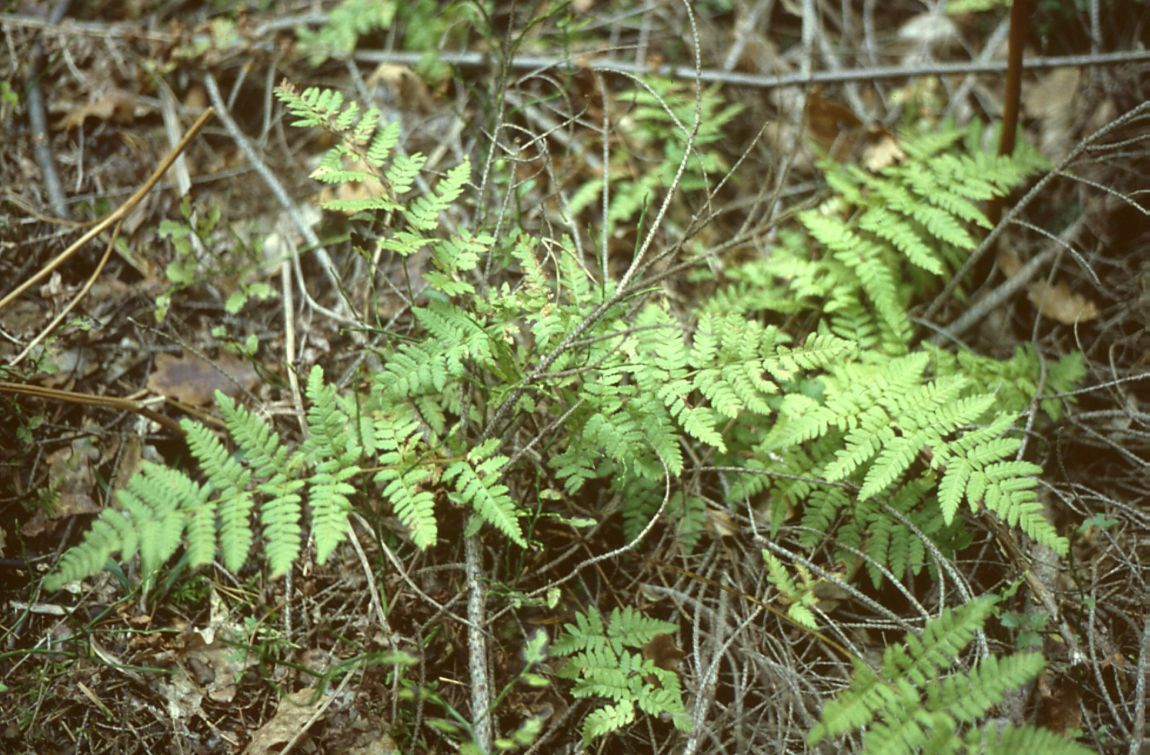
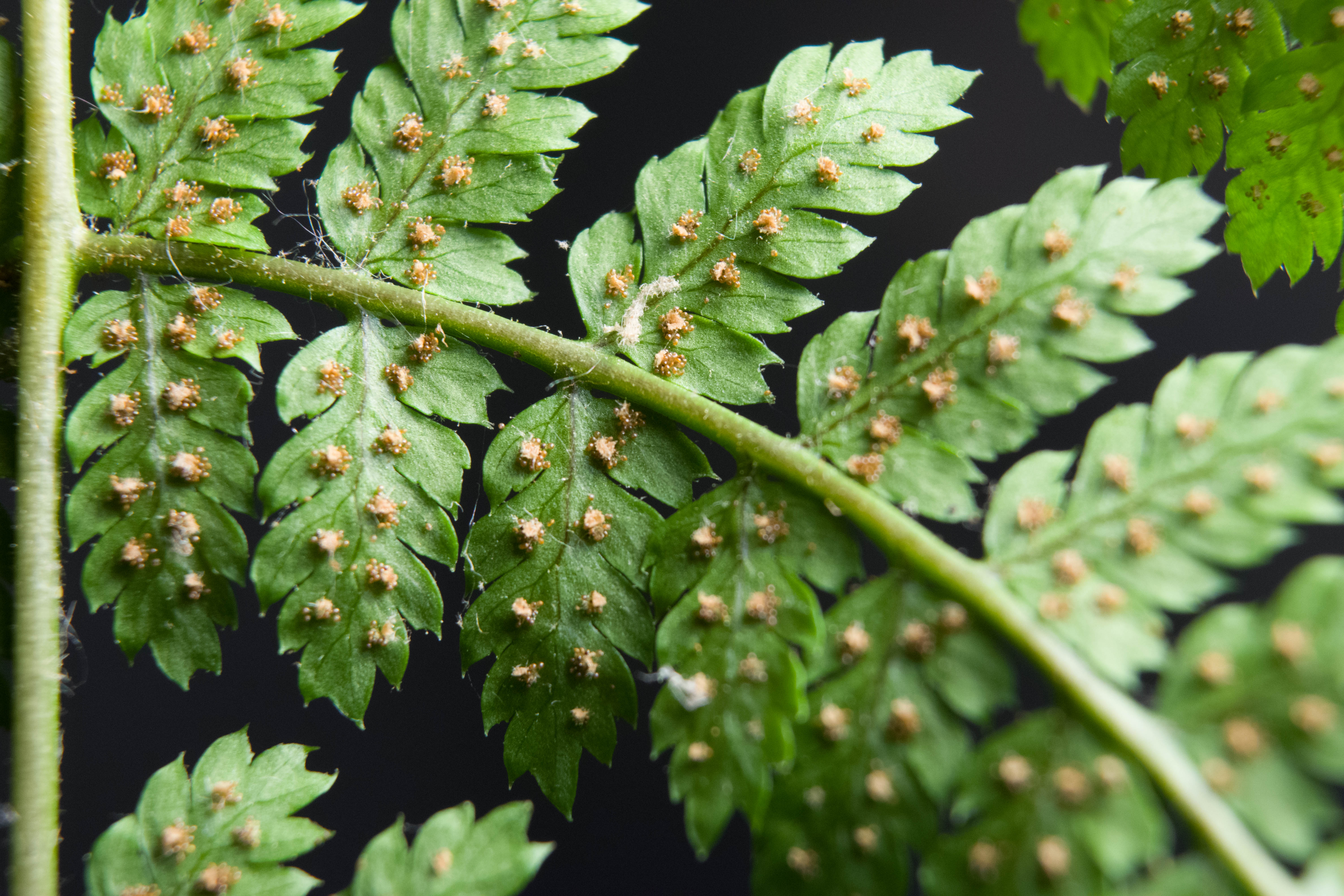